# Unjalaur
Unjalaur là một thị xã panchayat của quận Erode thuộc bang Tamil Nadu, Ấn Độ.

## Nhân khẩu
Theo điều tra dân số năm 2001 của Ấn Độ, Unjalaur có dân số 2628 người. Phái nam chiếm 50% tổng số dân và phái nữ chiếm 50%. Unjalaur có tỷ lệ 72% biết đọc biết viết, cao hơn tỷ lệ trung bình toàn quốc là 59,5%: tỷ lệ cho phái nam là 82%, và tỷ lệ cho phái nữ là 61%. Tại Unjalaur, 6% dân số nhỏ hơn 6 tuổi.